# Кирюшкино (Башкортостан)
Кирю́шкино (баш. Кирюшкин) — село в Фёдоровском районе Башкортостана, входит в состав Денискинского сельсовета.

## География
Село находится на берегу реки Ашкадар.

### Географическое положение
Расстояние до:
- районного центра (Фёдоровка): 28 км,
- центра сельсовета (Денискино): 4 км,
- ближайшей ж/д станции (Мелеуз): 92 км.

## Население
| 2002 | 2009 | 2010 |
| ---- | ---- | ---- |
| 352  | →352 | ↗358 |

### Национальный состав
Согласно переписи 2002 года, преобладающая национальность — чуваши (95 %).